# Spader knekt
Spader Knekt var ett stockholmsbaserat filmproduktionsbolag som startade 1995. Bolaget producerade dramafilmer, TV-program och reklamfilm fram till dess att det lades ned 2007.

## Historia
Spader Knekt grundades av Peter Siepen, Mikael Bohman och Fredrik Heinig, som hade sina rötter i det tidiga ZTV. Fram till slutet av 1990-talet var Spader Knekt ett utpräglat TV-produktionsbolag. I början rörde det sig mest om ZTV-produktioner med Peter Siepen i spetsen såsom den ironiska talkshowen Jag, Peter (-96), en uppföljare till Estrad (-95) med samma upphovsmän, fast före Spader Knekts bildande.
1999 startade Spader Knekt tillsammans med A-Com Interactive ett digitalt produktionsbolag kallat B-Reel. Petter Westlund rekryterades som webb- och designansvarig, Pelle Nilsson som ansvarig för rörlig produktion och Anders Wahlqvist som vd. Bolaget skulle fokusera på rörligt på webben.
I början på 2000-talet producerade bolaget bland annat Edge, Wimans och Nalles Show, sedan mockumentären Stockholmare. Josefin Crafoord, Mårten Andersson och Lucette Rådström var involverade i produktioner.
TV-verksamheten koncentrerades senare kring dramaproduktioner regisserade av Johan Kling som Spacer och Jag. År 2007 släpptes långfilmen Darling (2007), skriven och regisserad av Johan Kling, efter tre år av finansieringsrundor. 
TV-verksamheten lades slutgiltigt ned 2004 i samband med att Mikael Bohman lämnade bolaget.
Under tiden hade en trevande reklamfilmsverksamhet sakta vuxit. Efter ett samarbetsförsök med kompisarna på Stylewar, kallat Stylewar Guld, startade slutligen Spader Knekt egen reklamfilmsproduktion 2001. Reklamfilmsavdelningen leddes inledningsvis av Martin Huss, men inkorporerades senare i huvudbolaget som mer och mer enbart fokuserade på reklamfilm.
Den 21 augusti 2007 beslutade delägarna i Spader Knekt att lägga ned verksamheten. Delägare var Johannes Åhlund, vd, Fredrik Heinig, styrelseordförande, Mikael Bohman, Peter Siepen och Mattias Miksche.